# Oberhausen
För andra betydelser, se Oberhausen (olika betydelser).
Oberhausen är en kretsfri stad i Ruhrområdet i Tyskland, i Regierungsbezirk Düsseldorf i förbundslandet Nordrhein-Westfalen. Staden ligger omkring 30 kilometer norr om Düsseldorf, mellan Duisburg och Essen, och har cirka 210 000 invånare. 

## Historia
Oberhausen fick stadsrättigheter 1874 och hade 89 900 invånare 1910. Orsaken till den snabba tillväxten var stadens läge vid en av Tysklands viktigaste järnvägsknutar och vid Ruhrområdets vidsträckta stenkolsdistrikt.

## Näringsliv och kommunikationer
Oberhausen är en viktig järnvägsknut och har flodhamn vid Rhein-Herne-kanalen. Staden var tidigare en betydande industristad, med stora järn- och stålverk och ett zinkvalsverk. Flera av industrierna hade emellertid lagts ner vid 1990-talets slut, även om zinkfabriken återöppnades 1997. Kvar av stadens tunga industri är framför allt kemisk industri. Verkstadsindustrikoncernen Gutehoffnungshütte var hemmahörande i Oberhausen, men fusionerades 1986 med MAN, varpå huvudkontoret flyttades till München.
Oberhausen är omgivet av motorvägarna A2, A3, A40, A42 och A516.

## Kultur
Sedan 1955 har Oberhausen årligt återkommande internationella kortfilmsdagar, Internationale Kurzfilmtage Oberhausen. Vid denna festival antogs 1962 Oberhausen-manifestet av 26 unga filmskapare som ville reformera den konventionella västtyska långfilmen.

### Sport
Fotbollsklubben Rot-Weiß Oberhausen är från staden.

## Bilder

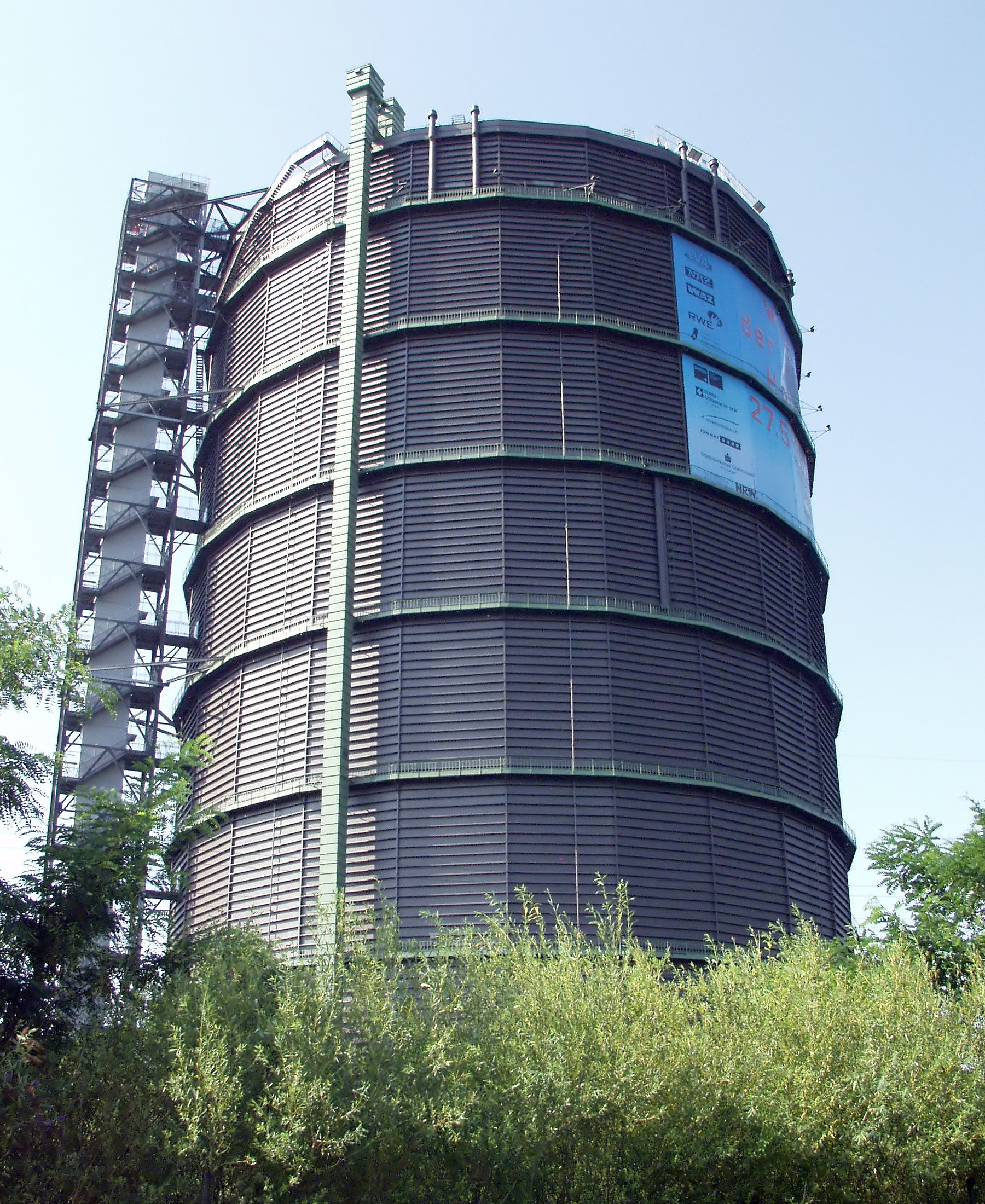
Gasometer Oberbausen (gasklocka) i Oberhausen, industriminne och utställningshall.
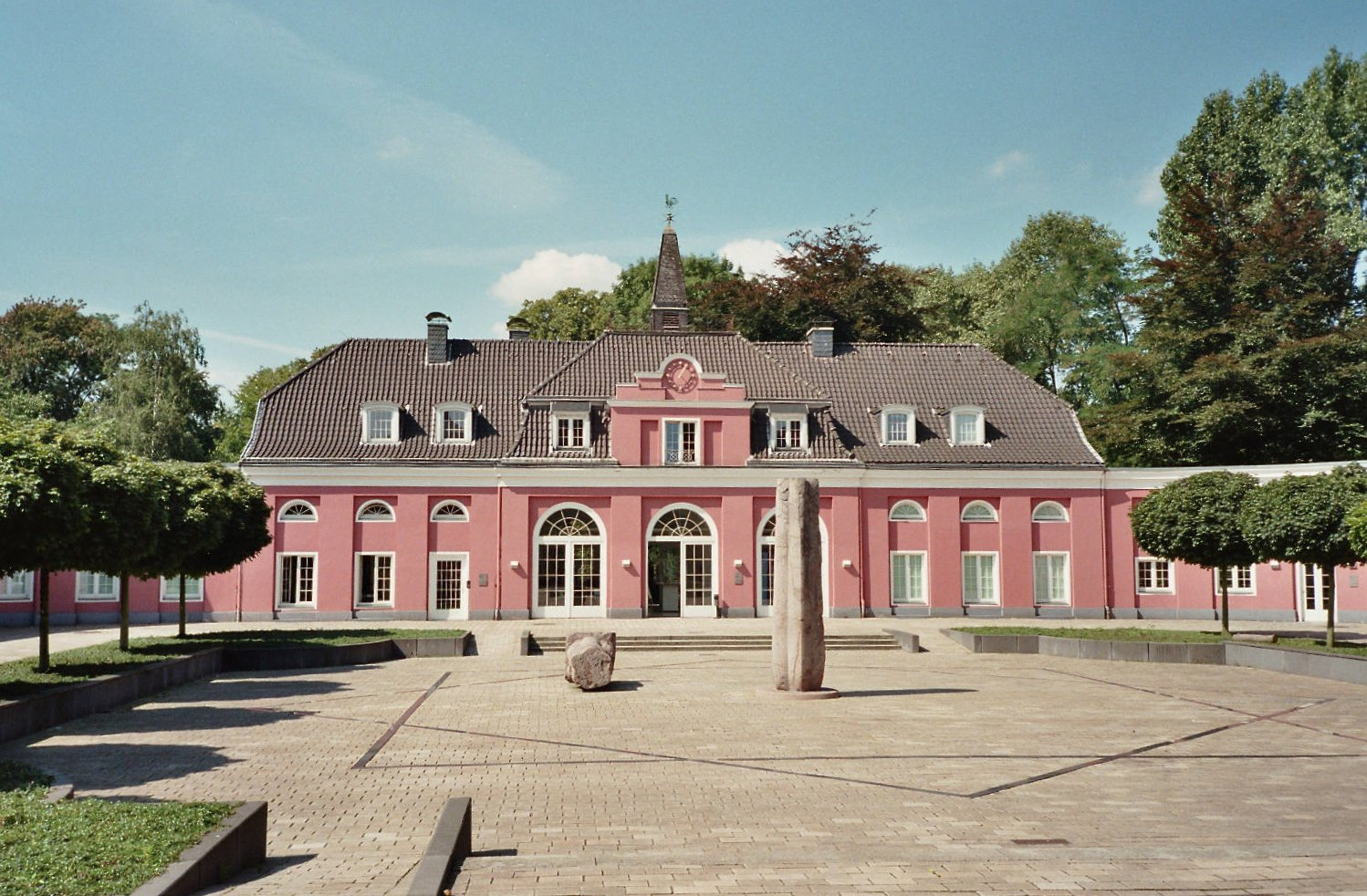
'Lilla Slottet', en del av Schloss Oberhausen.
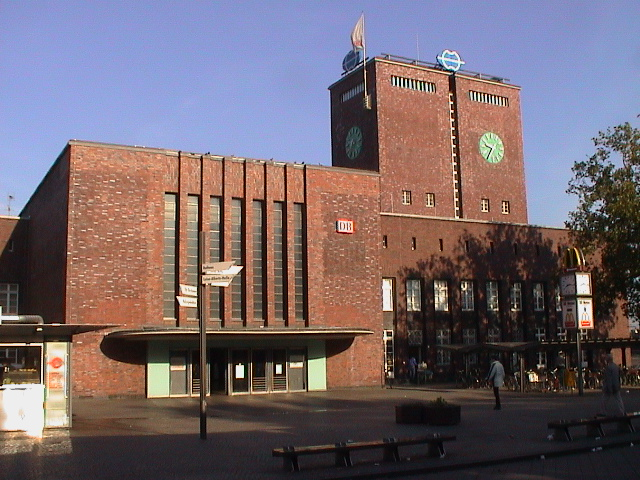
Centralstationen från 1940-talet.